# Aphaniosoma nigrum
Aphaniosoma nigrum (лат.) — вид мух рода Aphaniosoma из семейства Chyromyidae.

## Распространение
Кипр, Мальта, Марокко, Тунис.

## Описание
Мелкие мухи с телом длиной около 2 мм. Почти полностью чёрный вид с редким микротоментумом. Он похож на A. creperum и A. nigricauda Ebejer, 1998. Тергит 5 брюшка самца явно длиннее тергита 4, если смотреть дорсально посередине, что не наблюдается у аналогичных видов. Завитой и надрезанный нижний боковой край тергита 6, форма чёрных постгонитов и форма прегенитального стернита являются самыми простыми признаками для идентификации и отделения от сходных видов. Самки трёх близкородственных видов: A. nigrum, A. nigricauda и A. spiniventre Ebejer, 1998 обычно имеют тёмно-коричневый базальный членик жгутика, как и самка A. creperum, и их можно определить только по ассоциации с самцами.